# Miebach (Kürten)
Miebach ist ein Ortsteil in der Gemeinde Kürten im Rheinisch-Bergischen Kreis.

## Lage und Beschreibung
Miebach liegt an der Wipperfürther Straße zwischen den Ortschaften Dürscheid und Biesfeld am östlichen Rand der Paffrather Kalkmulde.
Miebach bedeutet mieser Bach, der wenig Wasser führt. In alten Karten wird er auch als Maubach bezeichnet. Unter dem Begriff mau versteht man so viel wie arm oder faul. Es handelt sich also um einen armen oder faulen Bach, der wenig und unregelmäßig Wasser führt und stellenweise in der Erde verschwindet. Der Miebach ist ein Quellbach des Dürschbachs.

## Geschichte
Aus der Charte des Herzogthums Berg 1789 von Carl Friedrich von Wiebeking geht hervor, dass Miebach, dort Maubach genannt, zu dieser Zeit Teil der Honschaft Engelsdorf im Kirchspiel Kürten war. Unter der französischen Verwaltung zwischen 1806 und 1813 wurde das Amt Steinbach aufgelöst und Miebach politisch der Mairie Kürten im Kanton Wipperfürth zugeordnet. 1816 wandelten die Preußen die Mairie zur Bürgermeisterei Kürten im Kreis Wipperfürth. In der Topographischen Aufnahme der Rheinlande von 1824 ist der Ort als Unter Miebach, Mittel Miebach und Ober Miebach eingezeichnet. Auf der Fläche, die heute Miebach ausmacht, sind weiterhin die Wohnplätze Eikamp, Schmitte, Berg, Aderpohl, Strach, Königsburg und Ort verzeichnet. Von Miebach gingen die Schächte der Grube Katharinaglück aus. 1830 hatte der Ort 119 Einwohner. Der seinerzeit als Weiler kategorisierte Ort Miebach zählte 1845 zwölf Wohngebäude und 101 Einwohner katholischen Glaubens.
In der Aufstellung des Königreichs Preußens für die Volkszählung 1885 wurde Miebach aufgeführt als Wohnplatz der Landgemeinde Kürten. Zu dieser Zeit wurden 29 Wohnhäuser mit 139 Einwohnern gezählt. Im Jahr 1905 zählt der Ort 24 Wohnhäuser mit 121 Einwohnern und gehörte zum Kirchspiel Biesfeld. In der Preußischen Uraufnahme von 1836 bis 1850 ist der Ort mit Obermiebach und Untermiebach verzeichnet.  Ab der Preußischen Neuaufnahme von 1893 bis 1896 ist der Ort auf Messtischblättern regelmäßig als Miebach verzeichnet.

## Sonstiges
Miebach ist in der Literatur als Ortschaft nur spärlich zu finden. Als Denkmal Nr. 59 findet man ein Wegekreuz an der Wipperfürther Straße 202 in der Liste der Baudenkmäler in Kürten. Ansonsten gab es hier bis zur Mitte des 20. Jahrhunderts nur einige kleine Bauernhöfe und das Restaurant Haus Weidmannsheil. Nach dem Zweiten Weltkrieg entstand am nordwestlichen Berghang zunächst eine Siedlung für Vertriebene aus den Ostgebieten von Deutschland. Später verdichtete sich die übrige Bebauung.